# Evert Johan Wentholt
Evert Johan Wentholt (Arnhem, 23 april 1750 - Doetinchem, 27 april 1835) was een Nederlands politicus

## Biografie
Wentholt was een telg uit het geslacht Wentholt en een zoon van ontvanger mr. Jan Barthold ten Behm Wentholt (1719-1787) en Reiniera Adriana Wilbrenninck (1716-1795), telg uit het geslacht Wilbrenninck. Hij promoveerde in 1771 te Leiden in de rechten waarna hij zich vestigde als advocaat. Hij trouwde in 1775 met Johanna Jacoba Bouricius (1755-1842), telg uit het geslacht Bouricius, met wie hij acht kinderen kreeg. In 1817 werd hij verheven in de Nederlandse adel waardoor hij en zijn nageslacht tot de moderne Nederlandse adel gingen behoren; in 1879 stierf de adellijke tak met een kleinzoon van hem uit. Vanaf 1780 was hij belastingontvanger. In 1774 was hij diaken, in 1786 ouderling van de Waalse gemeente van Zutphen. In 1814 had hij zitting in de Vergadering van Notabelen (1814), voor het departement Boven-IJssel.
Jhr. mr. E.J. Wentholt overleed in 1835 op 85-jarige leeftijd.
- Biografisch Portaal: 27435924
- Nederlandse Thesaurus van Auteursnamen: 292015038
- Parlement.com: vg09llxer3x6
- Virtual International Authority File: 282248172
- WorldCat: E39PBJcrddfTKqkFXv3ftfgqcP